# Nacéra Zaaboub-Achir
Nacéra Zaaboub-Achir, née le 30 décembre 1963 à Alger, est une athlète algérienne.

## Carrière
Nacéra Zaaboub-Achir remporte la médaille de bronze en heptathlon aux Championnats d'Afrique de 1984 et la médaille d'argent en heptathlon aux Championnats d'Afrique de 1985 et aux Championnats d'Afrique de 1989. Elle est aussi médaillée d'argent du saut en hauteur et de l'heptathlon et médaillée de bronze du 100 mètres haies aux Jeux africains de 1987, et médaillée de bronze de l'heptathlon aux Jeux africains de 1991.
Elle obtient aux Championnats panarabes d'athlétisme la médaille d'or en heptathlon en 1983, en 1989 et en 1995, la médaille d'or du 100 mètres haies et du saut en hauteur en 1987. Elle est médaillée d'argent du saut en hauteur en 1983, 1989 et 1995 et du 100 mètres haies en 1987.
Elle remporte aux Jeux méditerranéens de 1987 la médaille d'or en heptathlon et la médaille de bronze sur 100 mètres haies.
Elle est sept fois championne d'Algérie du 100 mètres haies (en 1982, 1984, 1985, 1987, 1990, 1991 et 1995), douze fois championne d'Algérie de saut en hauteur (en 1981, 1983, 1984, 1986, 1987, de 1989 à 1991, et de 1993 à 1996), six fois championne d'Algérie de saut en longueur (en 1987, 1990, 1991, 1994, 1995 et 1996), deux fois championne d'Algérie de lancer du poids (en 1990 et en 1993), trois fois championne d'Algérie d'heptathlon (en 1991, 1992 et 1996) et une fois championne d'Algérie de 400 mètres haies en 1985.
Elle est décorée de l'Ordre du mérite olympique et sportif algérien en 2015.